# Hertsmunt
De hertsmunt of bosmunt (Mentha longifolia of Mentha sylvestris) is een meerjarige plant uit de lipbloemenfamilie (Labiatae).
Deze plant, die een hoogte kan bereiken van 50 tot 100 cm, schiet op uit onder de grond kruipende stengels. Hij heeft speervormige bladeren met getande randen die meestal behaard zijn aan de onderkant (soms ook vanboven). Hij vormt dichte aren die bestaan uit kransjes van lila-kleurige bloemen.  
Hertsmunt groeit op vochtige plekken langs wegen en heggen. Hij wordt ook vaak gekweekt voor zijn sterke muntsmaak in kruidtuinen.